# Pero rocanaria
Pero rocanaria là một loài bướm đêm trong họ Geometridae.